# HMS Barrosa (D68)
Za druge ladje glejte HMS Barrosa.
HMS Barrosa (D68) je rušilec razreda battle Kraljeve vojne mornarice.
Leta 1948 je bila Barrosa dodeljena 4. rušilski flotilji Domače flote, toda že leta 1950 je bila napotena v rezervo.